# Rohatyniec nosorożec
Rohatyniec nosorożec, rohatyniec garbarz (Oryctes nasicornis) – owad z rzędu chrząszczy.
Jest typowym przedstawicielem dużej podrodziny rohatyńców (Dynastinae). Prawie wszystkie gatunki tej podrodziny charakteryzuje wyraźnie zaznaczony dymorfizm płciowy. Samce są większe, na głowie noszą większy bądź mniejszy, dłuższy lub krótszy, bardziej lub mniej zaokrąglony „róg”, przedplecze jest również „ozdobione” jednym bądź kilkoma „rogami”, a co najmniej guzami. Samice są z reguły mniejsze i pozbawione tych dodatków, co powoduje, że stosunkowo łatwo można je pomylić z chrząszczami innych gatunków.

## Budowa ciała

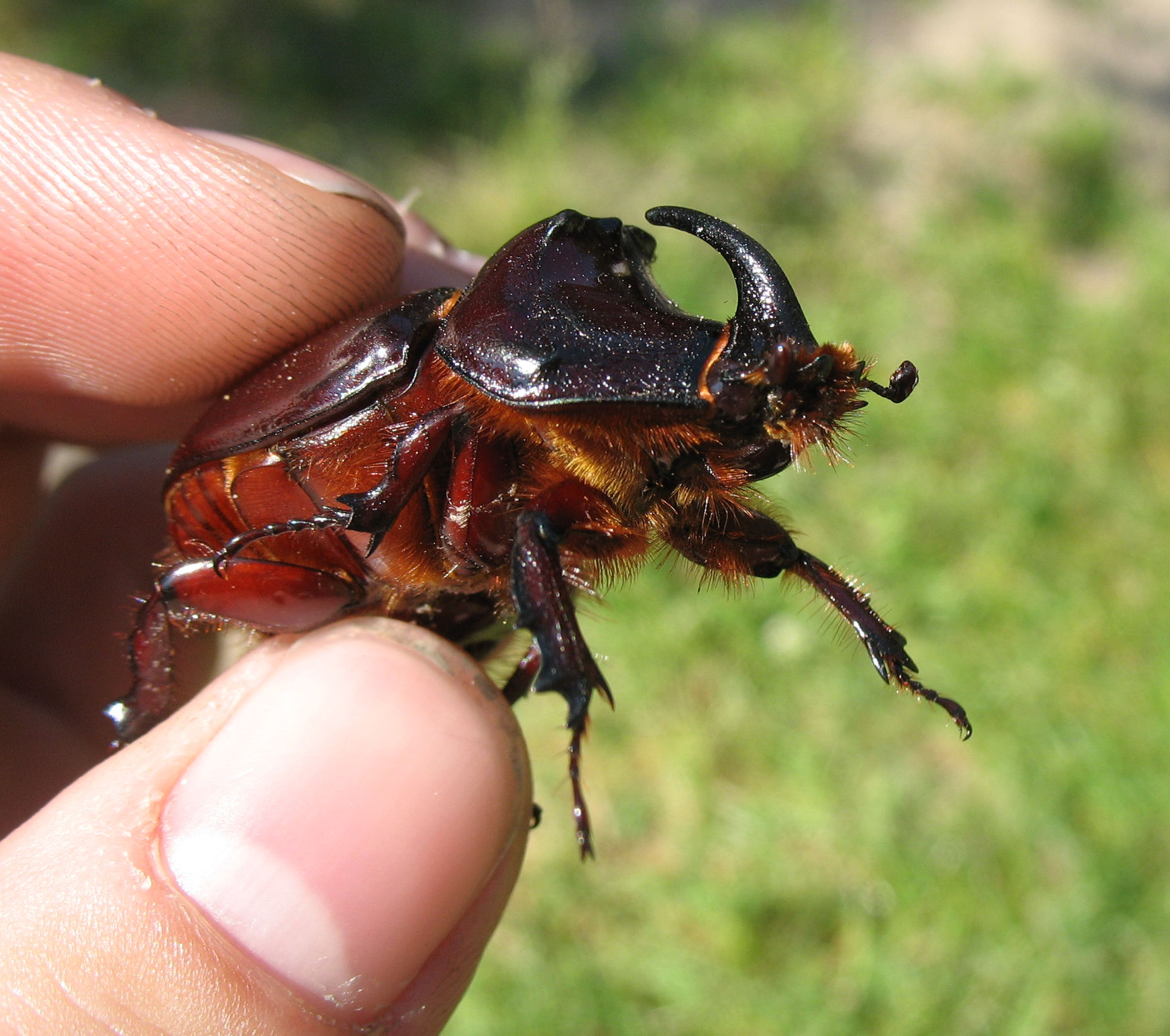
Oryctes nasicornis – samiec

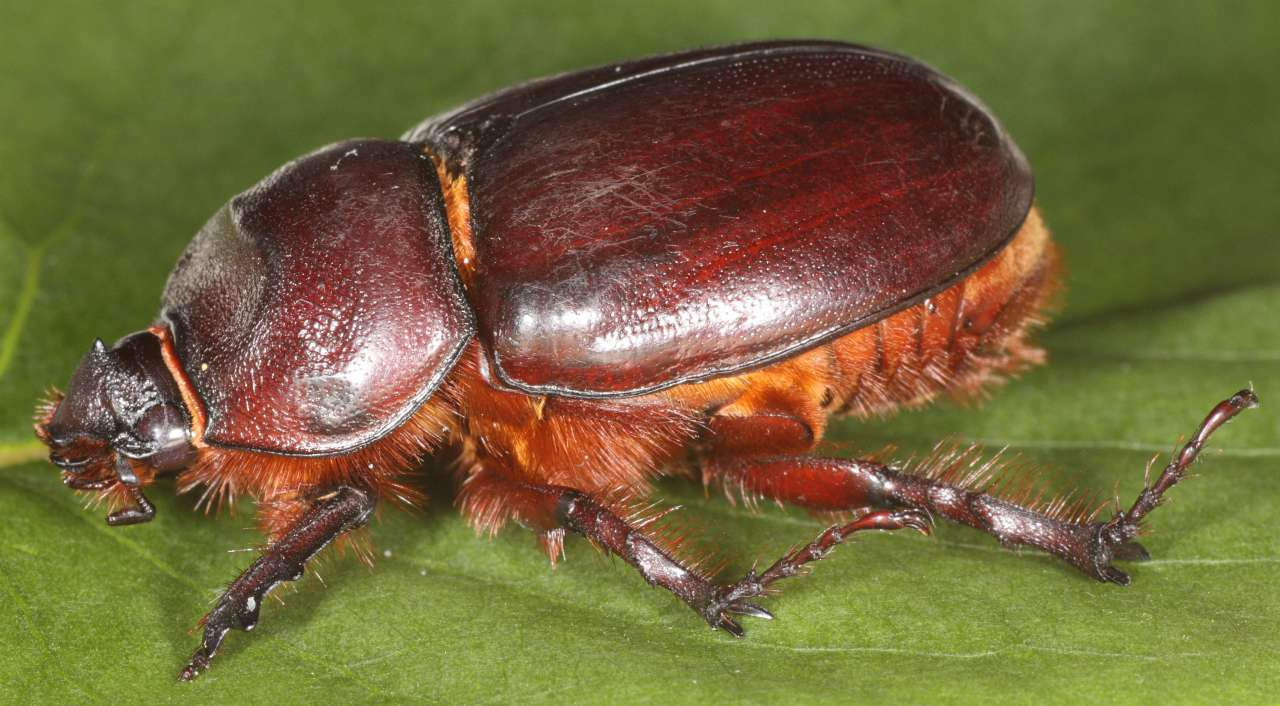
♀

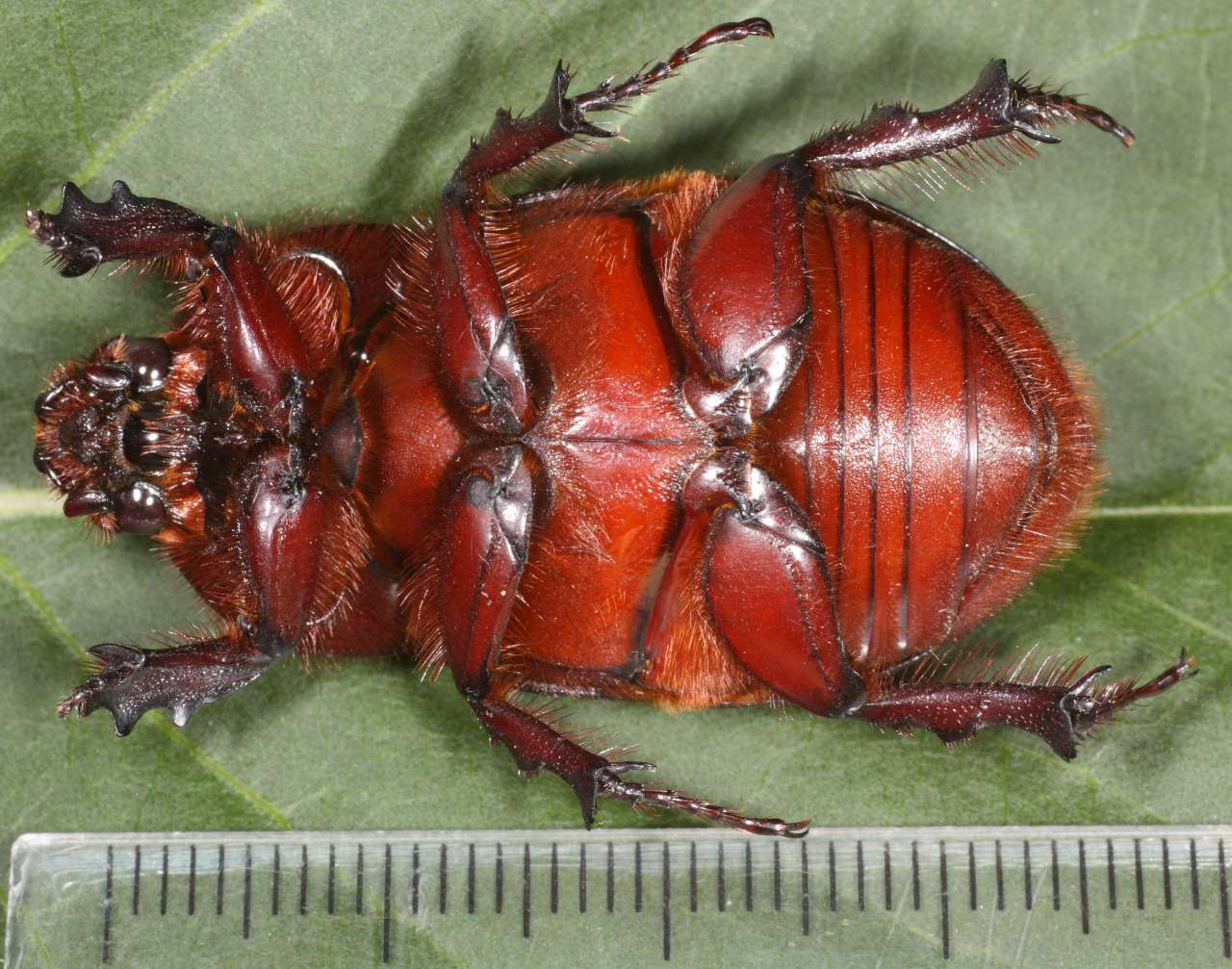

Rohatyniec nosorożec ma ciało walcowate, błyszczące. Kasztanowobrązowe lub czarno brązowe; spód ciała i nogi pokryte długimi rudymi włoskami. Duże samce mogą osiągać 40 mm długości; samice są mniejsze. Samiec ma na głowie mocny, wygięty ku tyłowi wyrostek („róg”). Na tylnej części jego przedplecza jest duży występ z trójzębną krawędzią, przed którym znajduje się nieckowate zagłębienie. Samica ma na głowie poprzeczny kil lub guzek i płytkie wgniecenie w przedniej części przedplecza. Rohatyniec nosorożec należy do największych europejskich chrząszczy. Ma ciało długości 30–40 mm.
Może podnieść ciężar 380 razy cięższy od niego.

## Występowanie
Rozprzestrzeniony jest w całej Europie, Afryce Północnej i w dużej części Azji Środkowej, po Afganistan i Kaszmir. Występuje na nizinach i ciepłych pogórzach, gdzie zamieszkuje lasostepy i rzadkie, prześwietlone lasy liściaste, przede wszystkim dębowe. Żyje również na terenie większych parków miejskich, ale spotykany jest stosunkowo rzadko, ponieważ prowadzi zmierzchowo – nocny tryb życia i jego aktywność wzrasta dopiero po zachodzie słońca.
Obecnie najczęściej spotykany jest jako synantrop w dużych tartakach i na składowiskach drewna, gdzie zgromadzone są wieloletnie stosy trocin i zdartej kory. Czasami pojawia się tam masowo. Np. w sierpniu 1985 r. w Damnicy koło Słupska na wysypisku starych, 2- lub 3-letnich trocin tartacznych na powierzchni ok. 200 m² zebrano ok. 400 (martwych) osobników. Z dużych stert kompostowych wykorzystywanych w ogrodnictwie, gdzie bywał liczny, ustępuje ze względu na stosowanie chemicznych środków ochrony roślin i nawozów sztucznych. W ciepłe noce rohatyńce chętnie fruwają i nierzadko przylatują do źródeł światła, np. ulicznych latarni. Często z nich spadają, a potrąciwszy o coś po drodze, lądują na ziemi na grzbiecie. Jeśli podłoże jest gładkie, to bardzo trudno stanąć im na nogi.

## Rozmnażanie
Samica składa owalne, żółtawe jaja, wielkości do 5 mm, do próchniejących pni drzew, głównie dębów, starych drzew liściastych i obumarłych korzeni lub do kompostów, inspektów lub stert starych trocin. Larwa przechodzi przez trzy stadia larwalne i jest to największa larwa wśród chrząszczy występujących w Europie. Dorosła larwa ostatniego stadium osiąga długość do 12 cm; jest brudnobiała, zwinięta w kształt litery C (typowy pędrak), o mocno zesklerotyzowanej, ciemnej głowie. Rozwój larwy trwa 3–5 lat. Larwa trzeciego stadium przepoczwarcza się w jajowatej komorze - kokolicie - ulepionym z gliny, drobin próchna lub drobnych trocin i wzmocnionym specjalną wydzieliną. Komora jest wielkości jaja kurzego lub kaczego. Chrząszcz po wylęgnięciu pozostaje w niej na zimowanie, aż do późnej wiosny. Okres lotu postaci dorosłych trwa zwykle od trzeciej dekady czerwca do końca sierpnia.

## Odżywianie
Larwy odżywiają się butwiejącymi resztkami organicznymi, najchętniej drewna dębowego i bukowego. Sprawa odżywiania się postaci dorosłych pozostaje niejasna. Niektórzy entomolodzy uważają, że imago nie przyjmują pokarmu, o czym mogą świadczyć nierozwinięte (lub też wtórnie zmarniałe) żuwaczki tych chrząszczy.

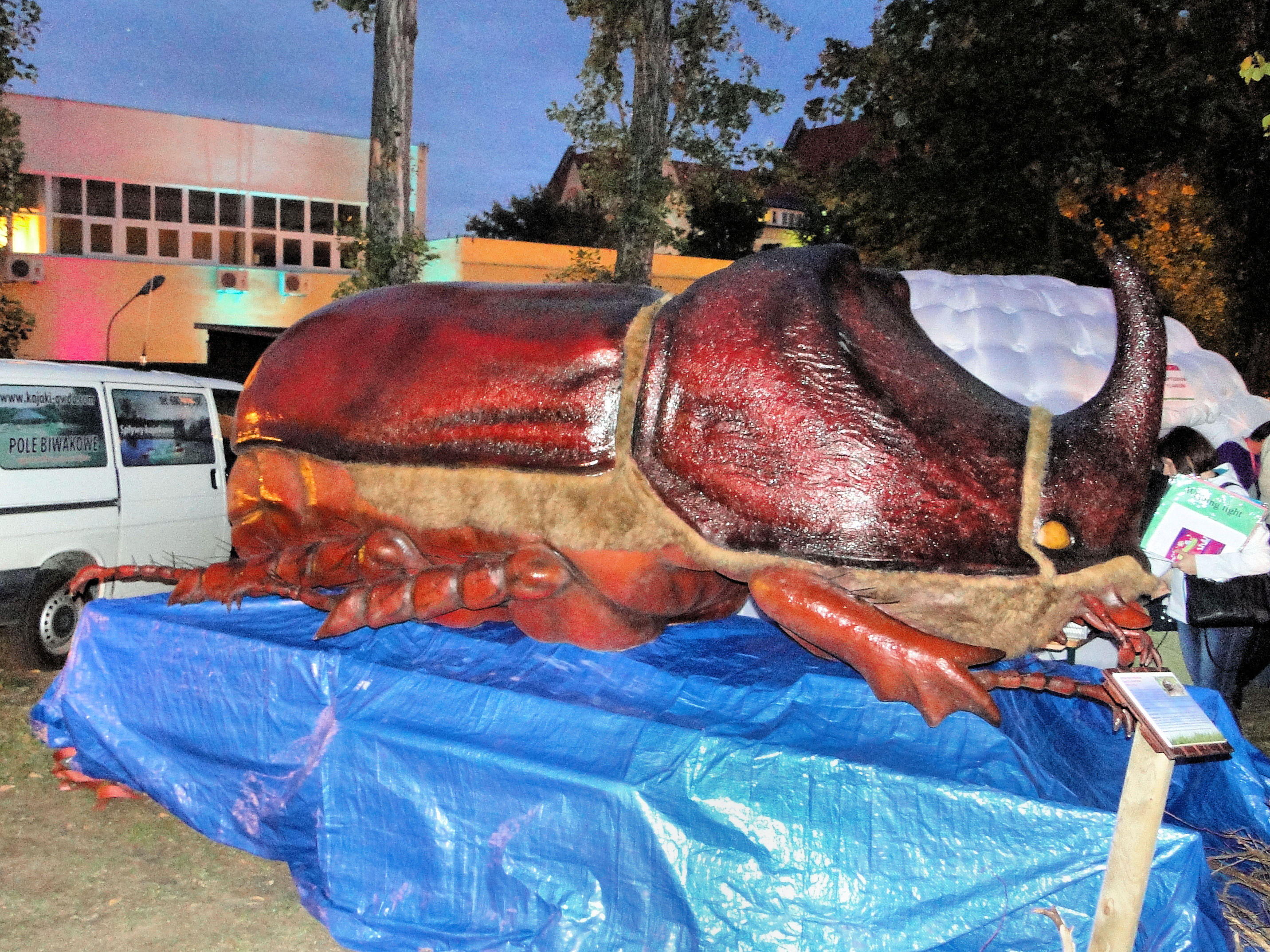
Rohatyniec nosorożec (model)

## Ochrona gatunkowa
W Polsce nie jest objęty ochroną gatunkową.